# NGC 3073
NGC 3073是一个位于大熊座的矮透鏡狀星系，距离地球6500万光年，1790年4月1日由威廉·赫歇爾发现，属于NGC 3079星系群。

## 画廊

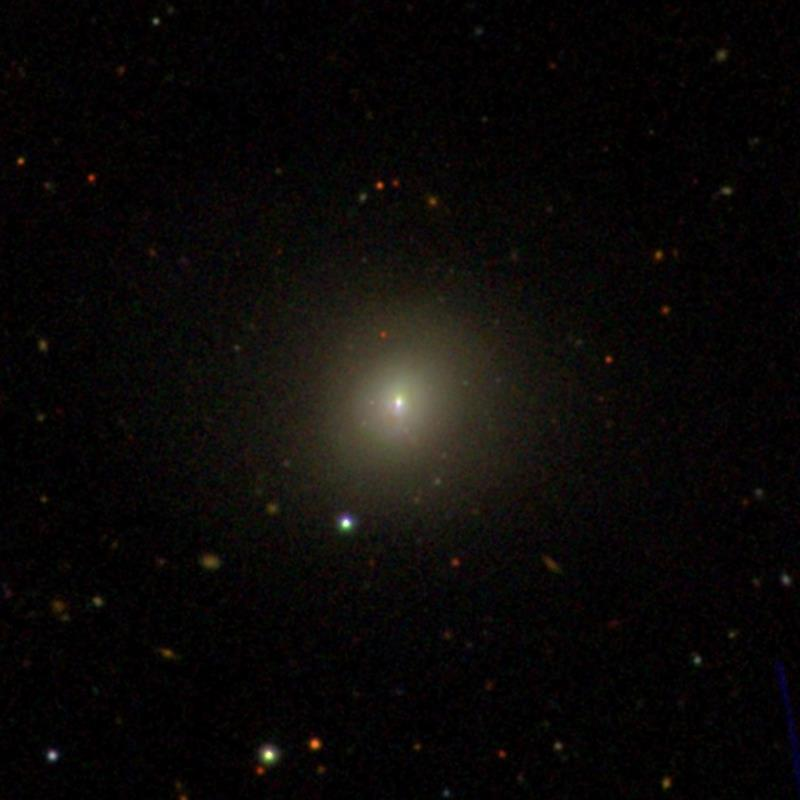
SDSS拍摄的NGC 3073